# Sisyrinchium angustifolium
Sisyrinchium angustifolium grenig gräslilja är en irisväxtart som beskrevs av Philip Miller. Sisyrinchium angustifolium ingår i släktet gräsliljor, och familjen irisväxter. Inga underarter finns listade i Catalogue of Life.

## Bildgalleri

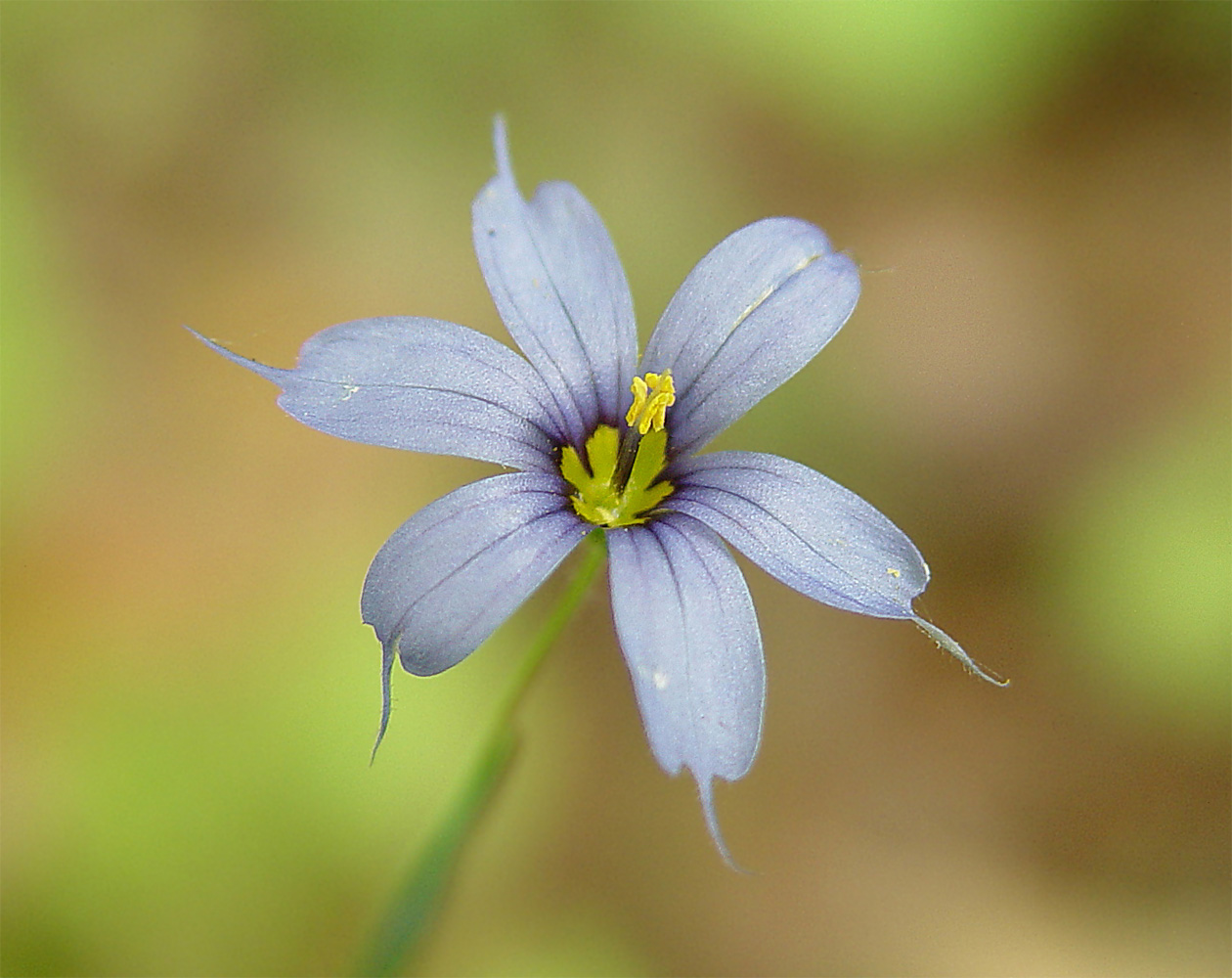
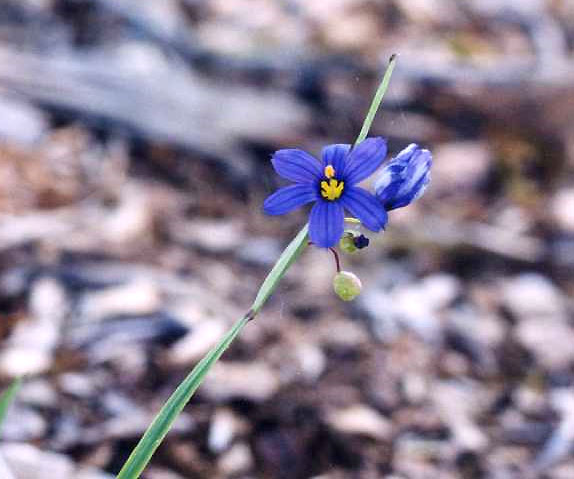
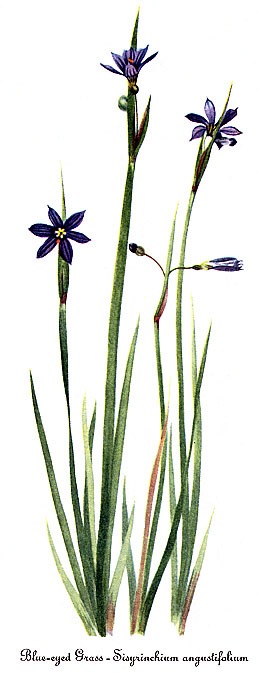
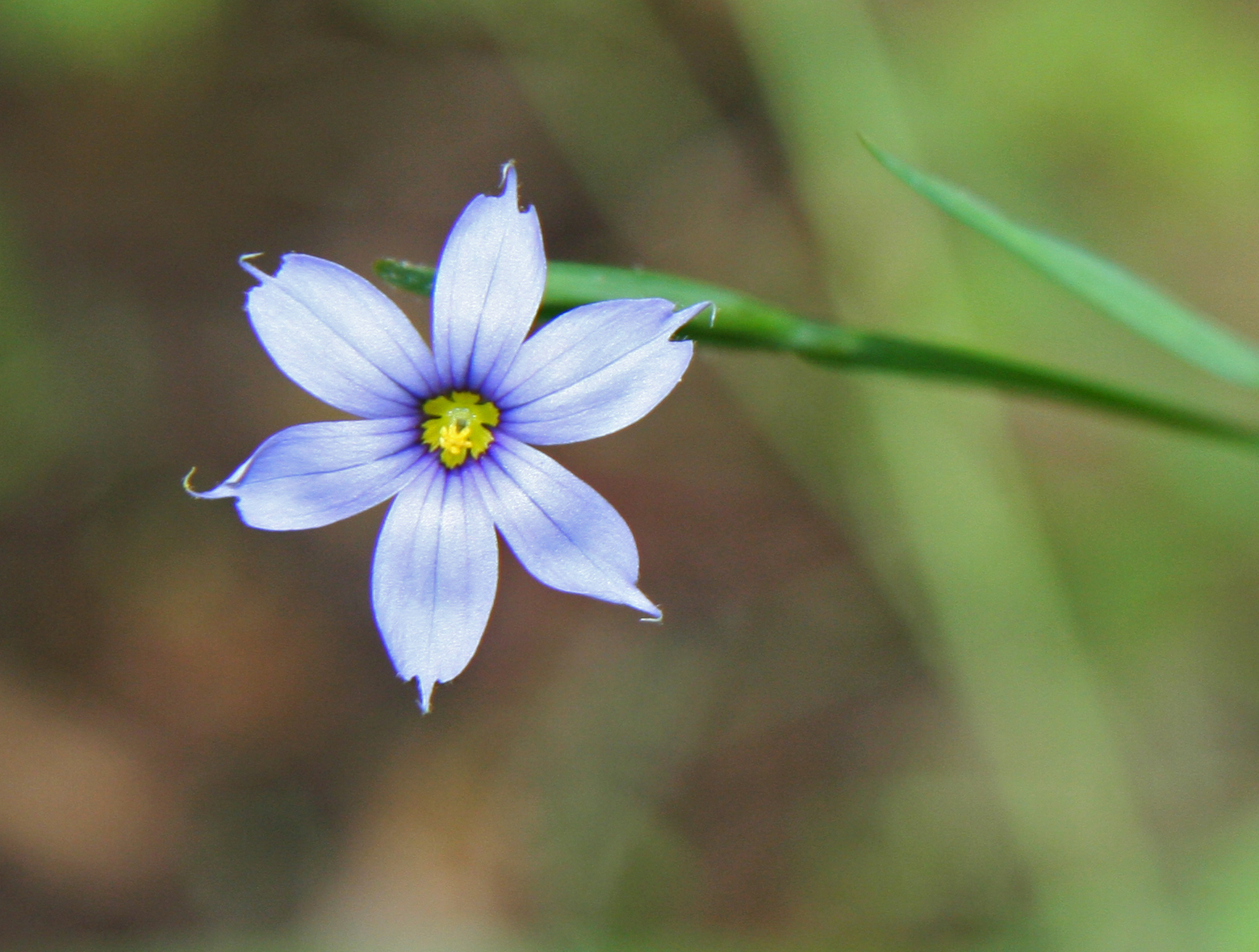
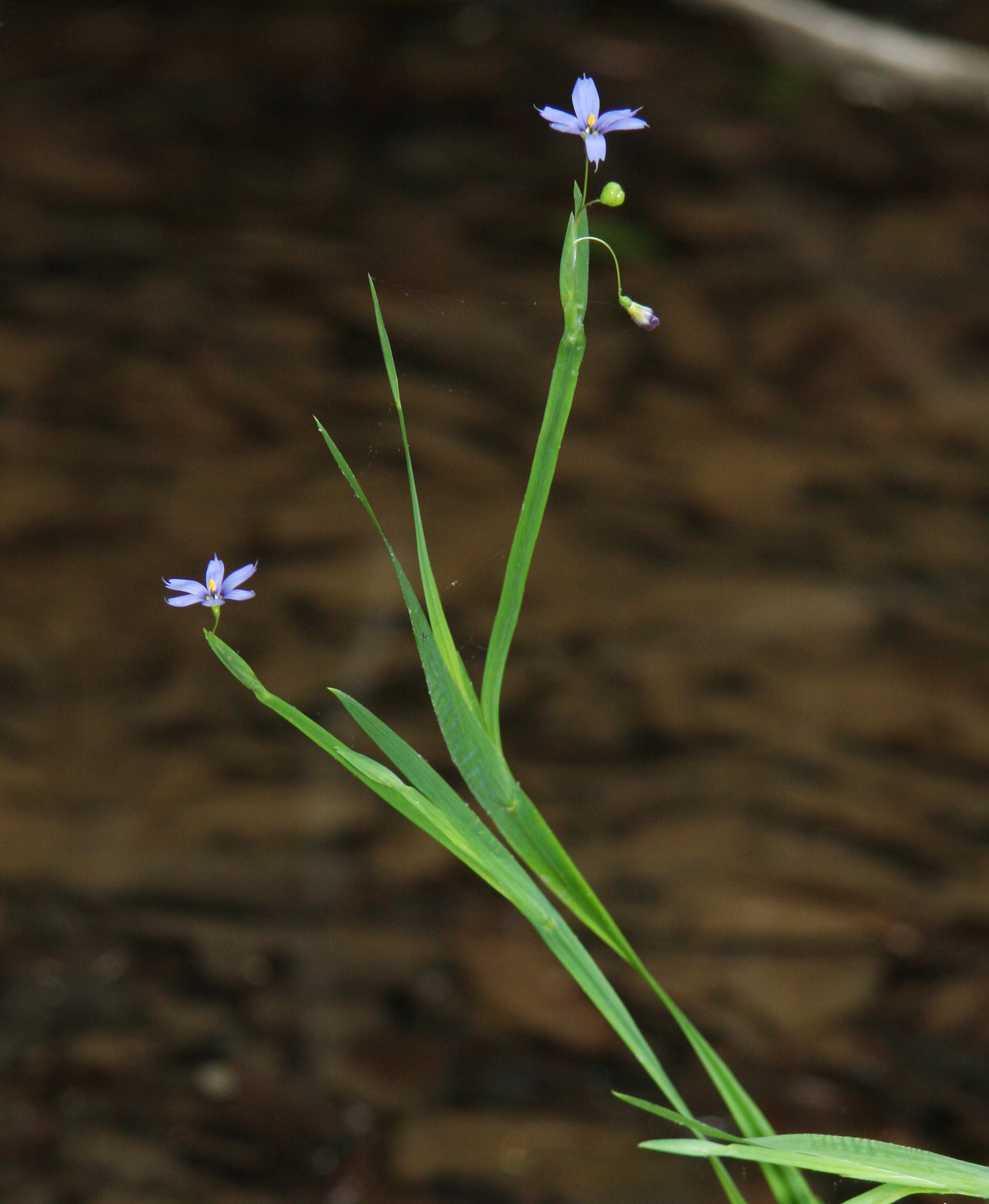
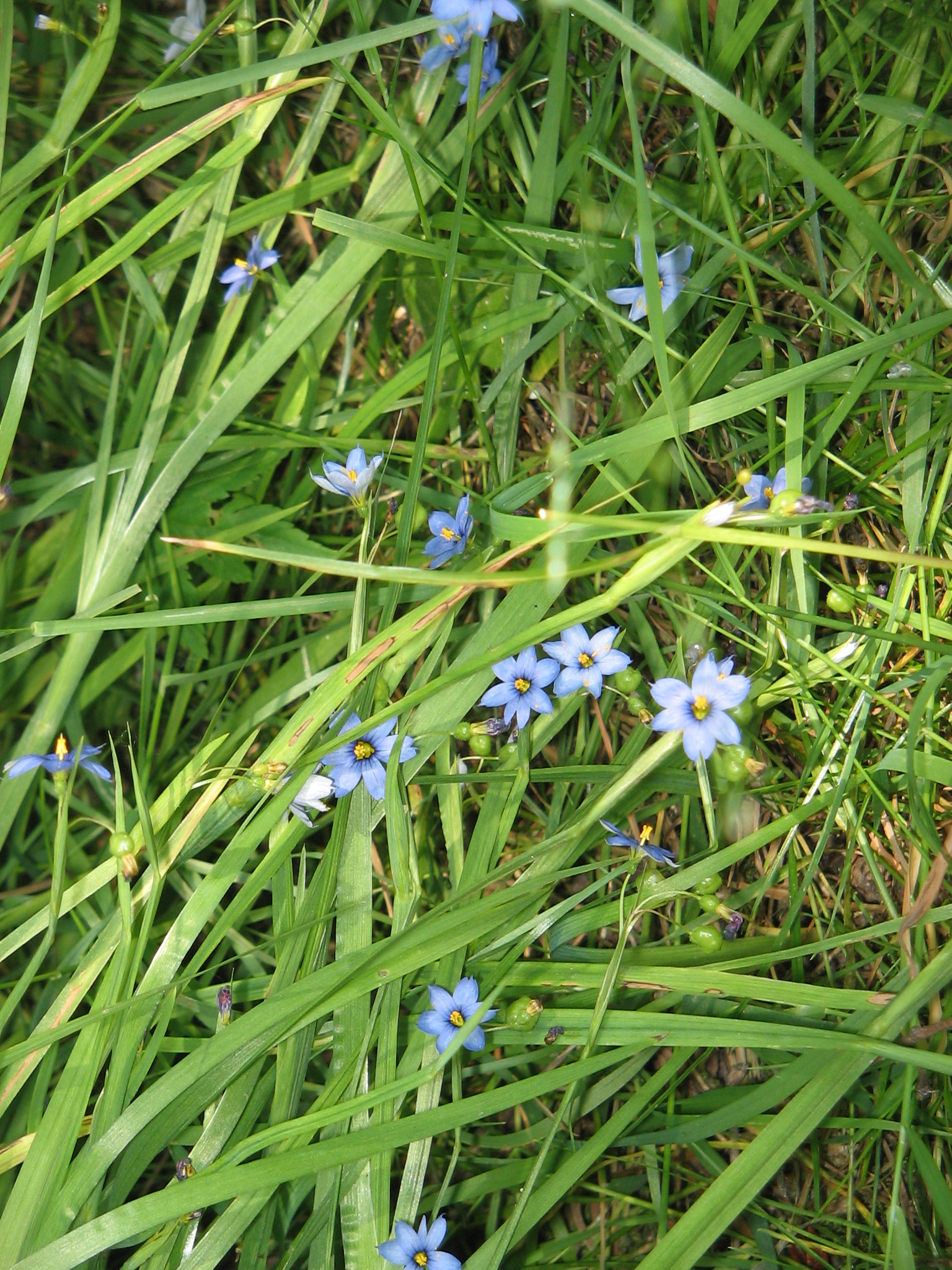